# Eugenia Botnaru
Eugenia Botnaru (ur. 3 stycznia 1936,  zm. 4 grudnia 2020) – aktorka teatralna i filmowa z Mołdawii.

## Życiorys
Urodziła się we wsi Gribova w rejonie Drochia. W 1962 roku ukończyła studia na wydziale aktorskim w Institutului de Arte Gavriil Musicescu w Kiszyniowie. W latach 1957–1990 pracowała w zespole Teatru Dramatycznego im. Aleksandra Puszkina (obecnie Teatr Narodowy im. M. Eminescu w Kiszyniowie), a do 1996 roku w Teatrze Ludowym „Ion Creanga” (Teatrul folcloric Ion Creangă). W tym samym roku rozpoczęła współpracę ze Stowarzyszeniem Twórczym „Buciumul” (Asociației de Creație „Buciumul”). Na scenie Teatru Puszkina zagrała ponad 100 ról. Nagrywała dubbing do ponad 200 filmów. Wystąpiła w około 20 filmach: Singur în fața dragostei (1969), Povârnișul (1970), Bărbaţii încărunţesc devreme (1974), Durata zilei (1974), Furtuni de toamnă (1974), Ce-i trebuie omului (1975), Bărbatul de alături (1977), Trânta (1977), Călătorie de nuntă înainte de nuntă (1982), Prietenie bărbătească (1982), Aveți o telegramă  (1983), Luceafărul (1986), Iarba dracului (1988), Atmosferă încordată (1989), Polobocul (1991) i innych.

## Odznaczenia
- tytuł Maestru în Artă (1994)[4]
- medal Meritul Civic (1996)[5]